# Bíboránizs
A bíboránizs (Illicium floridanum) vagy floridai ánizs, angolul: purple anise, Florida anise vagy stink-bush néven ismert az illicium nemzetségbe tartozó örökzöld ánizs bokor. Mérgező anyagokat tartalmaz, ezért emberi fogyasztásra alkalmatlan.

## Elterjedése és leírása
Az Amerikai Egyesült Államok délkeleti részén, elsősorban Florida és Louisiana államokban őshonos. Közeli rokona a kínai csillagánizsnak, de hasonlóan a japán csillagánizshoz mérgező növény. Az említett növényektől a virágja miatt könnyen megkülönböztethető, hiszen mély kárminpiros vagy gesztenyebarna színben pompázik. Az egész növénynek, de különösen a virágjának jellegzetes döglött hal szagához hasonlítható kellemetlen illata van, bár közelebbről érezhető egyfajta ánizsszerű illata is, elsősorban a sűrűn levelekkel borított lombkoronájának. A jellegzetes, a növényt körülvevő szag miatt nevezik bűzös bokornak is.

## Felhasználási területei
Étkezési célra felhasználni nem lehet, toxikussága miatt. Gyógyászati felhasználása nem ismert, azonban kitűnő dísznövény. Aránylag jól tűri a különböző talajtípusokat, gyorsan növekszik, ezért ha valaki árnyékos helyet akar kialakítani, arra kiválóan alkalmas. Sövény könnyen kialakítható belőle és könnyen szaporítható, valamint vadkár elhárító céllal is körbekeríthetünk vele területet, hiszen levelét nem fogyasztják a növényevő állatok.

## Galéria

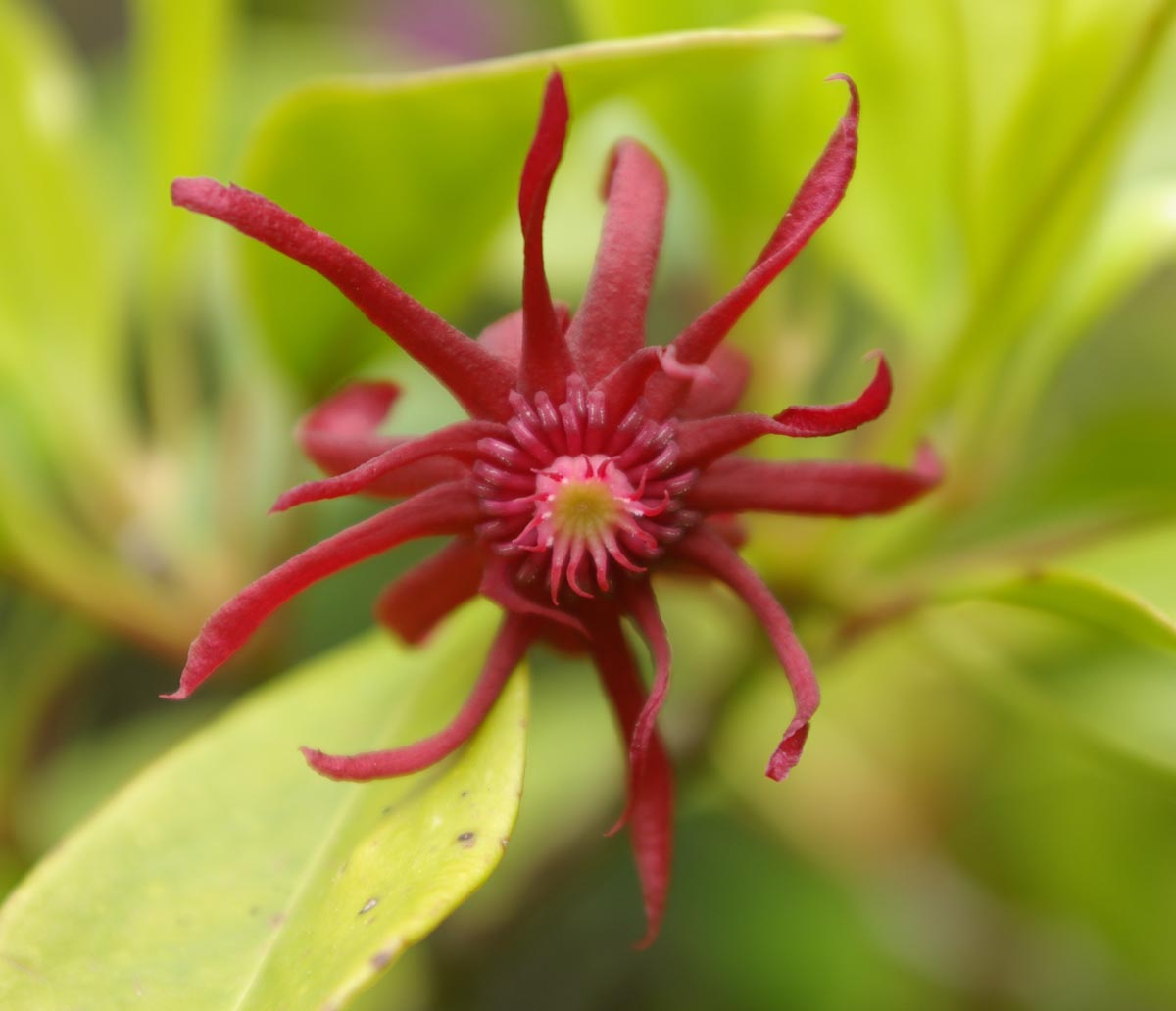
Bíbor színű virága
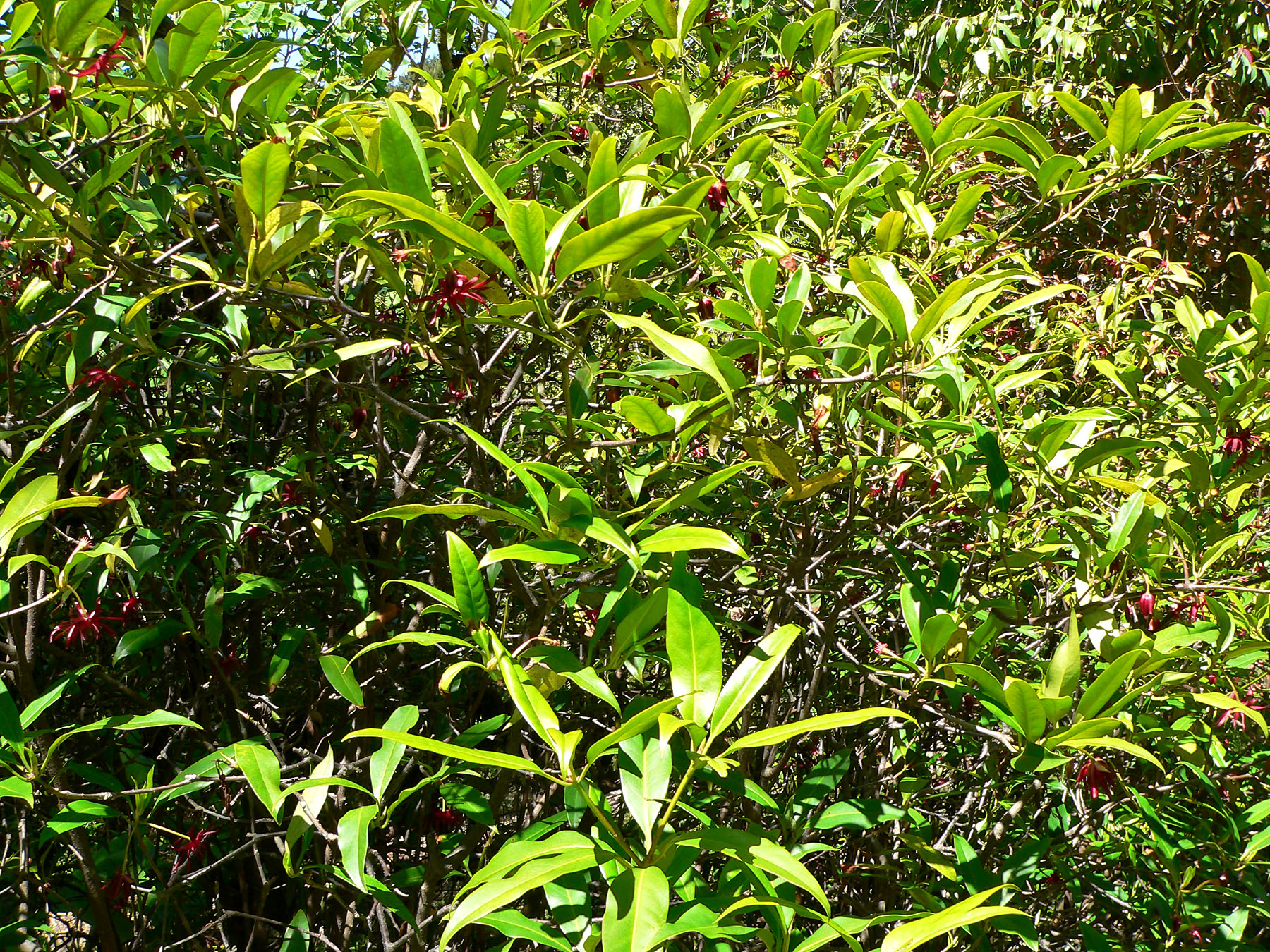
A növény koronája
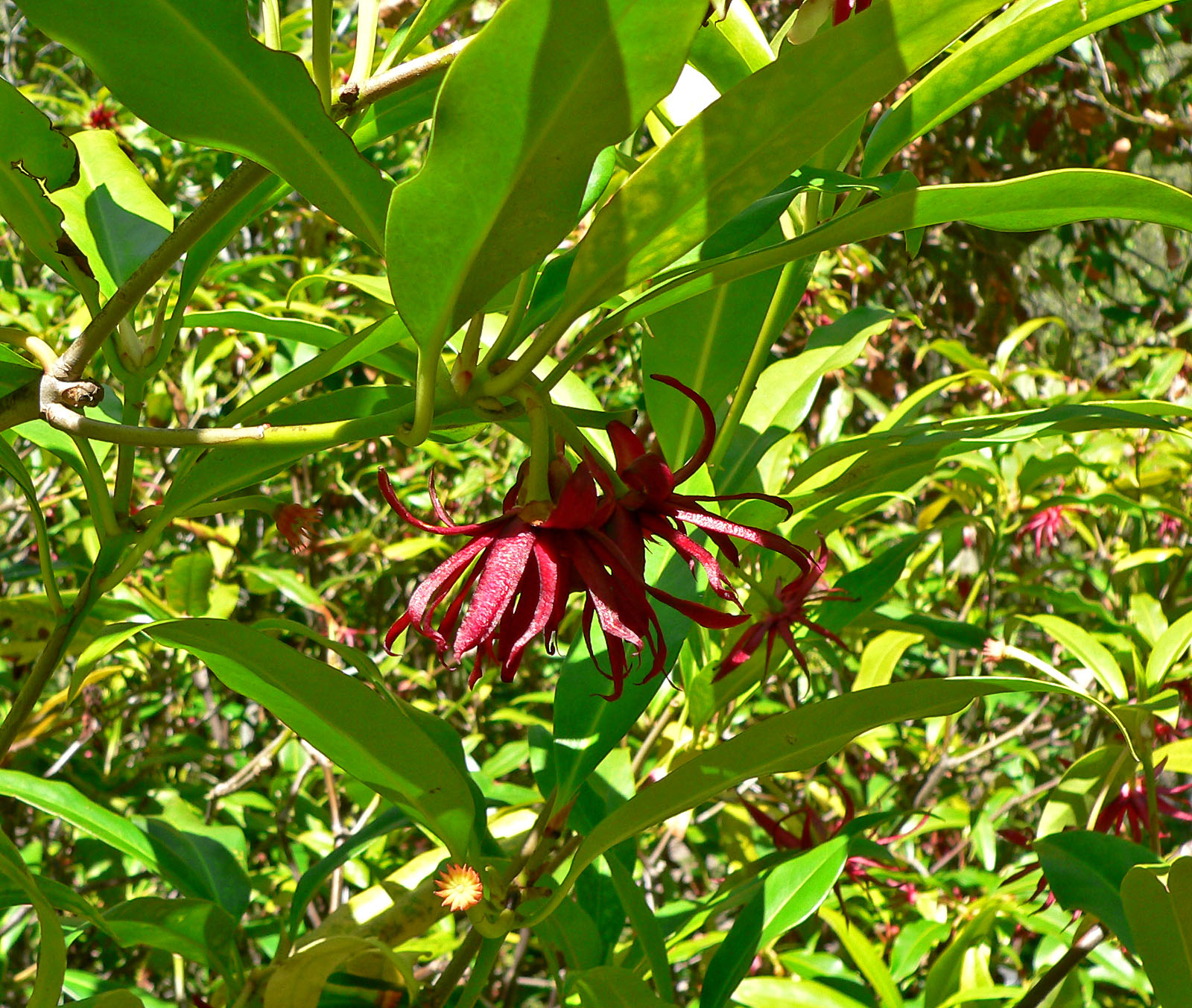
Virága 2.

### Fordítás
- Ez a szócikk részben vagy egészben az Illicium floridanum című angol Wikipédia-szócikk ezen változatának fordításán alapul.  Az eredeti cikk szerkesztőit annak laptörténete sorolja fel. Ez a jelzés csupán a megfogalmazás eredetét és a szerzői jogokat jelzi, nem szolgál a cikkben szereplő információk forrásmegjelöléseként.